# Émile Reuter

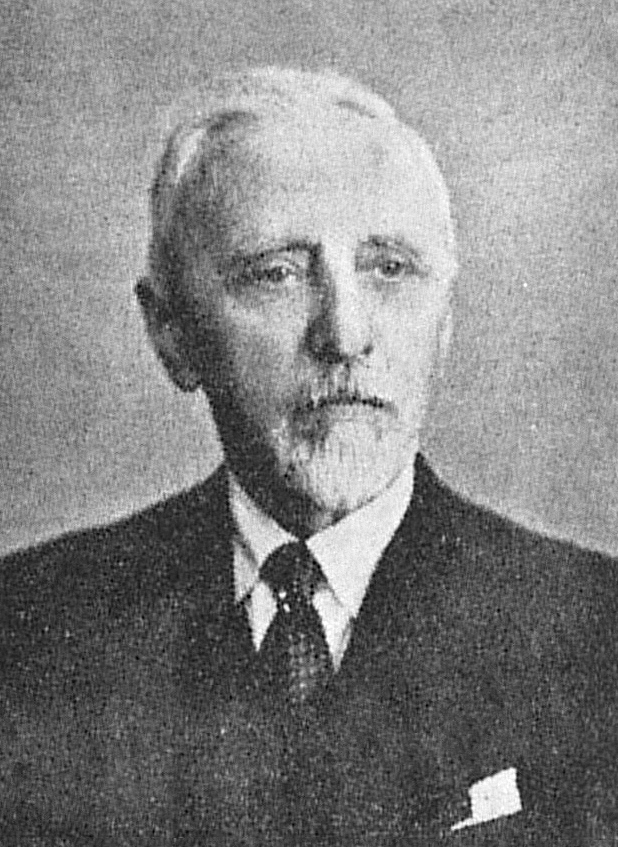
Émile Reuter

Émile Reuter (Bofferdange, 2 augustus 1874 - Luxemburg-Stad, 14 februari 1973) was een Luxemburgs politicus.

## Opleiding en vroege carrière
Reuter studeerde van 1894 tot 1898 rechten in Straatsburg, Nancy en Parijs. In 1903 werd hij voorzitter van de Association Populaire Catholique (Katholieke Volksbeweging). In 1911 werd hij voor de eerste maal in de Kamer van Afgevaardigden gekozen.
Reuter was op 16 januari 1914 een van de oprichters van de rooms-katholieke Parti de la Droite (Rechtse Partij).

## Premier

### Referendum1919
Reuter werd op 28 september 1918 president van de Regering (dat wil zeggen premier). Hij volgde partijgenoot Léon Kauffman in dat ambt op. Kauffman had zijn ontslag ingediend na een conflict tussen het kabinet en de Kamer over de grondwetswijzigingen. Reuter werd premier (en minister van Buitenlandse en Binnenlandse Zaken) van een coalitieregering van de PD en de Ligue Libérale (LL). Op het moment dat Reuter premier werd was de Eerste Wereldoorlog nog gaande en was Luxemburg nog bezet door Duitsland. In november 1918 kwam er een einde aan de Eerste Wereldoorlog. Veel politici (met name sociaaldemocraten en liberalen waren ontevreden over het optreden van groothertogin Maria Adelheid van Luxemburg en verlangden haar aftreden en de instelling van de republiek. Meer radicale elementen stichtten op 9 en 11 november 1918 sovjet's met de bedoeling om van Luxemburg een socialistische republiek te maken. Beide pogingen mislukten echter. Serieuzer waren de pogingen van de Sozialdemokratesch Partei vu Lëtzebuerg (SPL) en de LL om van Luxemburg een republiek te maken. Zij verspreidden op 6 december vlugschriften waarin de partijen zich uitspraken over de instelling van een republiek. De regering reageerde door een referendum over de staatsvorm van het land in het vooruitzicht te stellen. Inmiddels waren de Duitse bezettingstroepen vervangen door Franse militairen die tot taak hadden de orde en de rust in het land te bewaren. De hoogste Franse militair in Luxemburg werd generaal De la Tour.
Premier Reuter was een overtuigd monarchist en wenste de monarchie te bewaren. Hij stuurde een delegatie naar Frankrijk om over de toekomst van het land te praten. De Fransen gaven het advies dat groothertogin Maria Adelheid moest aftreden ten gunste van een ander lid van de groothertogelijke familie. De Fransen waren verklaard tegenstander van de republikeinse staatsvorm daar men bang was dat de republiek Luxemburg maar kort zou bestaan en zou opgaan in een "Groot-België." Dit was een reële gedachte, daar een groot deel van de liberalen hierop aanstuurden. Groothertogin Maria Adelheid trad op 9 januari 1919 af ten gunste van haar zuster Prinses Charlotte. Tegelijk met het aftreden van groothertogin Maria Adelheid vormden republikeinse Kamerleden een Comité de Salut Public met Émile Servais (zoon van de vroegere premier Emmanuel Servais) als voorzitter. Het Comité riep vervolgens de republiek uit. De bevolking verzamelde zich voor het parlementsgebouw om de "stichting" van de republiek te vieren, maar toegesnelde Franse troepen maakten hieraan een einde. In de periode hierna garandeerden de Fransen de rust in het land.
Het door de regering beloofde referendum werd op 4 mei 1919 gehouden. De overgrote meerderheid van de bevolking (ruim 80%) stemde voor de handhaving van de monarchie onder groothertogin Charlotte.

### Winst bij de verkiezingen
Reuter was als premier vrij populair. Bij de parlementsverkiezingen van november 1919, de eerste verkiezingen op basis van het algemeen kiesrecht, werden met overmacht gewonnen door de PD. In 1921 verliet de LL het kabinet en regeerde er voor het eerst - en voor het laatst - een eenpartijcoalitie over Luxemburg. In 1921 ging Luxemburg een economische unie met België aan.
Reuter bleef premier tot 19 maart 1925. De regering werd uiteindelijk door de Kamer ten val gebracht. De regering wilde de spoorwegmaatschappijen Guillaume-Luxembourg en Prince Henri onder Belgische leiding plaatsen, maar de Kamer zag hier niets in.

## Na zijn premierschap
Reuter was van 1926 tot 1944 en van 1945 tot 1959 voorzitter van de Kamer van Afgevaardigden. In 1944 werd hij de eerste voorzitter van de Chrëschtlech Sozial Vollekspartei (Christelijk-Sociale Volkspartij), de opvolger van de Parti de la Droite. Hij bleef voorzitter van de CSV tot 1964.
Reuter werd in 1957 benoemd tot Luxemburgs ambassadeur bij de Heilige Stoel.
Hij overleed op 98-jarige leeftijd.